# Згорній Прховець
Згорній Прховець (словен. Zgornji Prhovec) — поселення в общині Загорє-об-Саві, Засавський регіон, Словенія. Висота над рівнем моря: 449,6 м.